# Snizjne
Snizjne (ukrainska: Сніжне lyssna (fil), ryska: Снежное) är en stad i Donetsk oblast i östra Ukraina. Staden ligger cirka 72 kilometer öster om Donetsk. Snizjne beräknades ha 45 767 invånare i januari 2022.
Under de proryska protesterna i Ukraina 2014 intogs staden av proryska separatister.